# University of Chicago Press
A Imprensa da Universidade de Chicago é a maior e uma das mais antigas editoras universitárias dos Estados Unidos. É operado pela Universidade de Chicago e publica uma grande variedade de títulos acadêmicos, incluindo o Manual de Estilo de Chicago, inúmeras revistas acadêmicas e monografias avançadas nos campos acadêmicos.
Um de seus projetos quase independentes é o BiblioVault, um repositório digital para livros acadêmicos.
O edifício da imprensa está localizado ao sul do Midway Plaisance no campus da Universidade de Chicago.

## Historia
A University of Chicago Press foi fundada em 1891, tornando-se uma das mais antigas editoras universitárias em operação contínua nos Estados Unidos. Seu primeiro livro publicado foi as Cartas Assíria e Babilônica de Robert F. Harper, pertencentes às Coleções Kouyunjik do Museu Britânico. O livro vendeu cinco cópias durante seus dois primeiros anos, mas em 1900 a University of Chicago Press publicou 127 livros e panfletos e 11 revistas acadêmicas, incluindo o atual Journal of Political Economy, o Journal of Near Eastern Studies e o American Journal of Sociology.
Nos seus primeiros três anos, a imprensa era uma entidade discreta da universidade; foi operado pela editora de Boston D. C. Heath em conjunto com a empresa de Chicago R. R. Donnelley. Este arranjo mostrou-se impraticável, no entanto, e em 1894 a universidade assumiu oficialmente a responsabilidade pela imprensa.

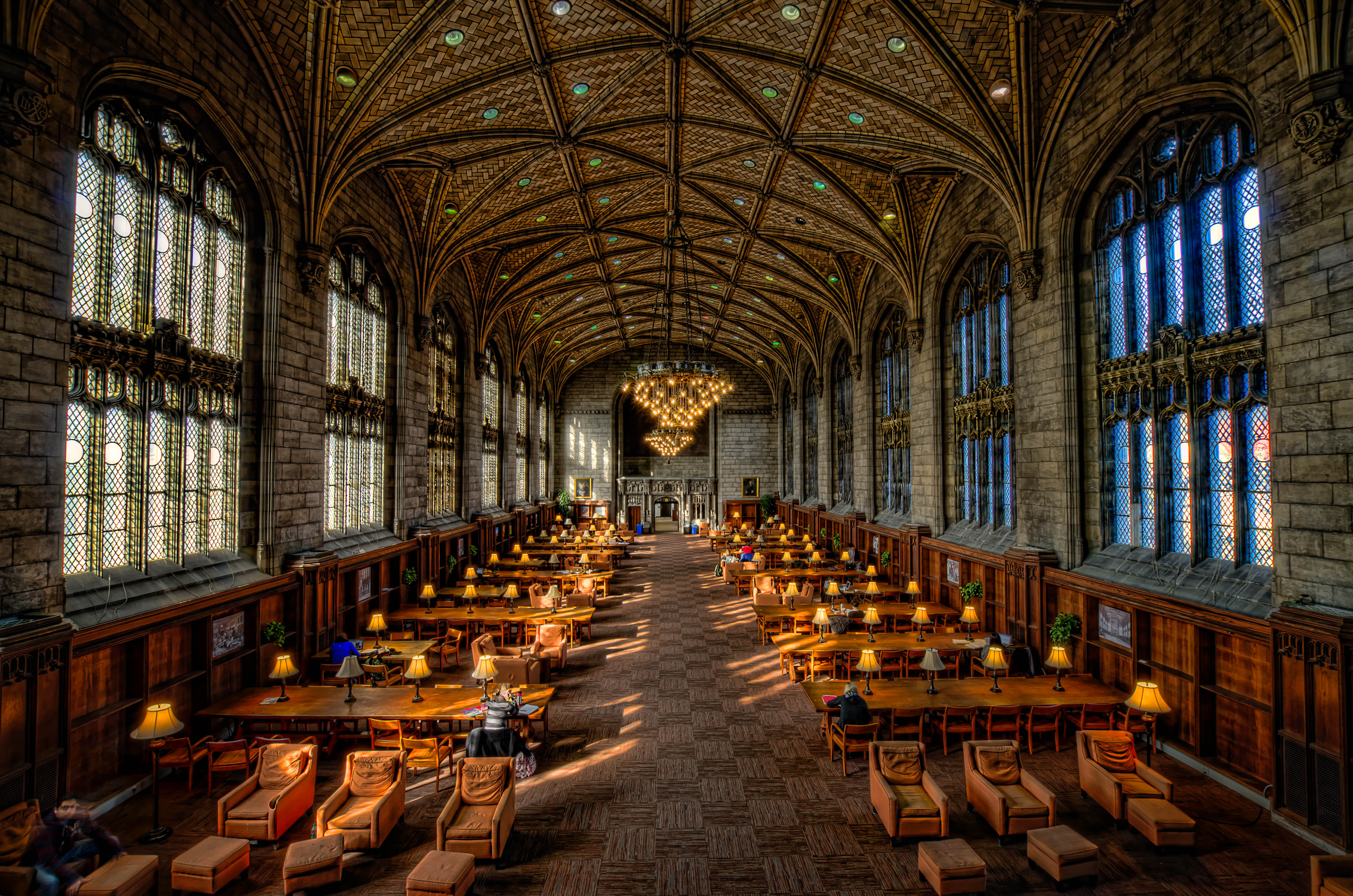
University of Chicago, Harper Library

Em 1902, como parte da universidade, a Imprensa começou a trabalhar nas Publicações Decenais. Composta de artigos e monografias de acadêmicos e administradores sobre o estado da universidade e a pesquisa de sua faculdade, as Publicações Decenais foram uma reorganização radical da imprensa. Isso permitiu que a Press, em 1905, começasse a publicar livros de estudiosos que não eram da Universidade de Chicago. Um departamento de edição e revisão de manuscritos foi adicionado à equipe existente de impressores e tipógrafos, levando, em 1906, à primeira edição do The Chicago Manual of Style.
Em 1931, a imprensa era uma editora acadêmica estabelecida e líder. Os principais livros dessa época incluem O Novo Testamento, de Dr. Edgar J. Goodspeed: Uma Tradução Americana (o primeiro título de sucesso nacional da Imprensa) e seu sucessor, Goodspeed e The Complete Bible: An American Translation, de J. M. Povis Smith; Dicionário de Inglês Americano sobre Princípios Históricos, de Sir William Alexander Craigie, publicado em quatro volumes em 1943; The Canterbury Tales, de John Manly e Edith Rickert, publicado em 1940; e Um Manual para Escritores de Términos, Teses e Dissertações de Kate Turabian.
Em 1956, a Press publicou pela primeira vez livros encadernados (incluindo a série Phoenix Books) sob sua marca. Dos livros mais conhecidos da imprensa, a maioria data da década de 1950, incluindo traduções de Complete Greek Tragedies e The Iliad of Homer, de Richmond Lattimore. Essa década também viu a primeira edição de Um Léxico Grego-Inglês do Novo Testamento e Outras Literaturas Cristãs Primitivas, que desde então tem sido usado por estudantes de grego bíblico em todo o mundo.
Em 1966, Morris Philipson iniciou seu mandato de trinta e quatro anos como diretor da University of Chicago Press. Ele dedicou tempo e recursos para alongar a lista, tornando-se conhecido por assumir ambiciosos projetos acadêmicos, entre os quais o maior foi The Lisle Letters - uma vasta coleção de correspondência do século 16 por Arthur Plantagenet, 1 Visconde Lisle, uma riqueza de informações sobre cada aspecto da vida do século XVI.
À medida que o volume acadêmico da imprensa se expandia, a imprensa também avançava como editora comercial. Em 1992, os livros de Norman Maclean A River Runs Through It e Young Men and Fire foram best sellers nacionais, e A River Runs Through It foi transformado em um filme dirigido e estrelado por Robert Redford.
Em 1982, Philipson foi o primeiro diretor de uma imprensa acadêmica a ganhar o Publisher Citation, um dos mais prestigiados prêmios do PEN. Pouco antes de se aposentar em junho de 2000, a Philipson recebeu o Prêmio Curtis Benjamin da Creative Public Editorial da Association of American Publishers, concedido à pessoa cuja "criatividade e liderança deixaram uma marca duradoura na publicação americana".
Paula Barker Duffy atuou como diretora da Imprensa de 2000 a 2007. Sob sua administração, a Press expandiu suas operações de distribuição e criou o Chicago Digital Distribution Center e o BiblioVault. A profundidade editorial em livros de referência e regionais aumentou com títulos como The Encyclopedia of Chicago, Millennium Park de Timothy J. Gilfoyle e novas edições do The Chicago Manual of Style, do Turabian Manual e do University of Chicago Spanish Dictionary. A imprensa também lançou um trabalho de referência eletrônica, o Manual de Estilo Online de Chicago.
Em 2014, a imprensa recebeu o prêmio International Academic e Professional Publisher Award por excelência na London Book Fair.

## Status atual

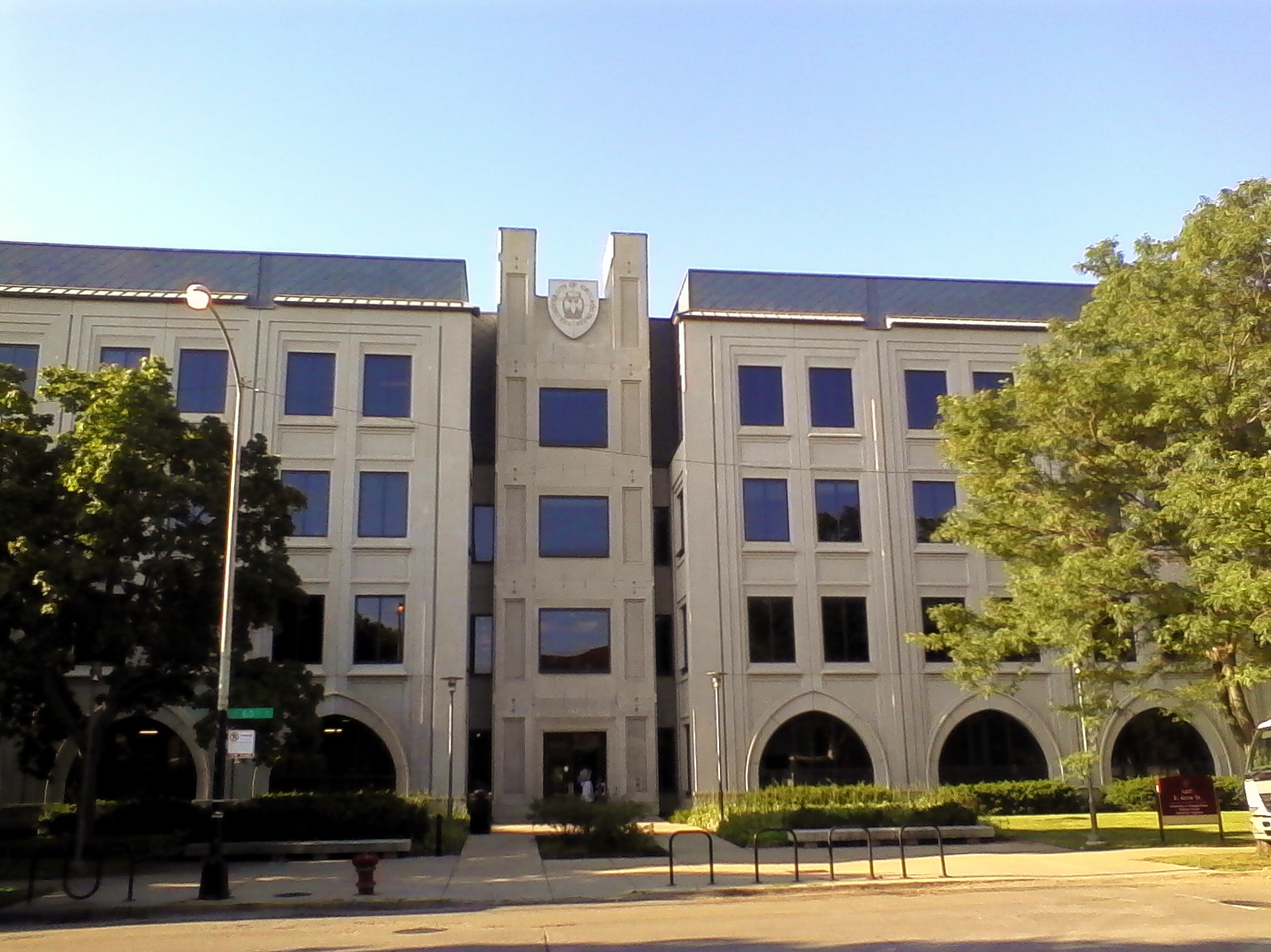
University of Chicago Press

Garrett P. Kiely tornou-se o 15º diretor da University of Chicago Press em 1 de setembro de 2007. Ele lidera uma das maiores operações da publicação acadêmica, empregando mais de 300 pessoas em três divisões - livros, periódicos e distribuição - e publicando 72 títulos de periódicos. e aproximadamente 280 novos livros e 70 cópias impressas por ano.
A Press publica mais de 50 novos títulos comerciais por ano, em muitas áreas temáticas. Também publica títulos regionais, como The Encyclopedia of Chicago (2004), editada por James R. Grossman, Ann Durkin Keating e Janice Reiff; The Chicagoan: Uma Revista Perdida da Era do Jazz (2008) de Neil Harris ; One More Time: O Melhor de Mike Royko (1999), uma coletânea de colunas do jornalista premiado com o Pulitzer Mike Royko do Chicago Sun-Times e do Chicago Tribune; e muitos outros livros sobre arte, arquitetura e natureza de Chicago e do Meio-Oeste.
A Press expandiu recentemente suas ofertas digitais para incluir a maioria dos livros recém-publicados, bem como os principais títulos de backlists. Em 2013, a Chicago Journals começou a oferecer edições de livros eletrônicos de cada nova edição de cada revista, para uso em dispositivos de e-reader, como smartphones, iPad e Amazon Kindle. O conteúdo do Manual de Estilo de Chicago está disponível on-line para assinantes pagos. O Centro de Distribuição de Chicago é reconhecido como um dos principais distribuidores de obras acadêmicas, com mais de 100 ofertas de clientes.

## Divisão de livros
A Divisão de Livros da Imprenssa da Universidade de Chicago vem publicando livros para acadêmicos, estudantes e leitores em geral desde 1892 e publicou mais de 11.000 livros desde a sua fundação. A Divisão de Livros atualmente tem mais de 6.000 livros impressos, incluindo obras conhecidas como The Chicago Manual of Style (1906); The Structure of Scientific Revolutions (1962), de Thomas Kuhn; A River Runs Through It (1976), de Norman Maclean; e The Road to Serfdom (1944), de F. A. Hayek. Em julho de 2009, a Press anunciou o programa Chicago Digital Editions, que disponibilizou muitos dos títulos da imprensa em formato de livro eletrônico para venda individual. Desde agosto de 2016, mais de 3.500 títulos estão disponíveis neste formato. Em agosto de 2010, a imprensa publicou a 16ª edição do The Chicago Manual of Style simultaneamente em edições impressas e online. A Divisão de Livros oferece um programa de E-book gratuito do mês, através do qual os visitantes do site podem fornecer seu endereço de e-mail e receber um link para a seleção gratuita de e-books do mês.

## Divisão de Revistas
A Divisão de Revistas da University of Chicago Press publica e distribui publicações acadêmicas influentes em nome de sociedades e associações instruídas e profissionais, fundações, museus e outras organizações sem fins lucrativos. A partir de 2016, foi publicado 72 títulos em uma ampla gama de disciplinas acadêmicas, incluindo as ciências biológicas e médicas, a educação, as humanidades, as ciências físicas e as ciências sociais. Todos são periódicos de estudos originais revisados por pares, com leitores que incluem acadêmicos, cientistas e médicos, bem como leigos interessados e instruídos. A Divisão de Periódicos tem sido pioneira na disponibilização de revistas acadêmicas e científicas em formato eletrônico em conjunto com suas edições impressas. Os esforços de publicação eletrônica foram lançados em 1995; em 2004, todos os periódicos publicados pela University of Chicago Press estavam disponíveis on-line. Em 2013, todas as novas edições da revista também foram disponibilizadas aos assinantes no formato e-book.

## Centro de Distribuição de Chicago
A divisão de serviços de distribuição fornece serviços ao cliente, armazenagem e serviços relacionados da University of Chicago Press. O Centro de Distribuição de Chicago (CDC) começou a fornecer serviços de distribuição em 1991, quando a Universidade do Tennessee Press se tornou seu primeiro cliente. Atualmente, o CDC atende aproximadamente 100 publicadores, incluindo a Northwestern University Press, a Stanford University Press, a Temple University Press, a University of Iowa Press, a University of Minnesota Press e muitos outros. Desde 2001, com financiamento para desenvolvimento da Mellon Foundation, o Centro de Distribuição Digital de Chicago (CDDC) oferece serviços de impressão digital e serviços de repositório digital BiblioVault para editores de livros. Em 2009, o CDC possibilitou a venda de livros eletrônicos diretamente para pessoas físicas e forneceu serviços de entrega digital para a University of Michigan Press, entre outros. O Chicago Distribution Center também fez parceria com mais 15 imprensas, incluindo a University of Missouri Press, a West Virginia University Press e publicações da Getty Foundation.